# 蔡機功
蔡機功（？—1684年），福建人，本為鄭成功的麾下部屬，期間因故離職，清代台灣初期民變領導人。

## 生平
1683年，鄭克塽投降清朝。1684年康熙帝欽定台灣歸屬福建管轄。為了怕投降清朝的明鄭叛變，清廷將數萬的前明鄭官員與兵將遷移至山東、山西與河南等三省墾荒，因此17世紀末，台灣漢人銳減，連同「熟番」不到十萬（台灣原住民及未漢化平埔族約六十五萬）。其中，蔡機功未具官職而未被清政府強制遷離。
由於清政府駐台官員強佔明鄭留下田畝等措施（如施琅佔7500甲，陳致遠佔2000甲）；1684年10月19日，蔡機功召集2000餘漢人聚集於小崗山（今高雄市岡山區、田寮區）附近，準備起事。10月29日，知縣吳英及臺灣鎮總兵楊文魁率清朝官兵與平埔族聯軍共2000餘人攻擊「岡山」（即前文提到之小崗山），蔡機功兵敗被殺。
該事變為清朝民變的第一遭，也是與明鄭相關的最後武力叛變。另外，這次清朝軍隊與平埔族原住民聯軍的平亂模式也成為以後清朝官府平定民變的遵循典範。